# Mexico City Blues
Mexico City Blues è un poema pubblicato da Jack Kerouac nel 1959 (ma in realtà scritto nel 1955) composto da 242 "cori" o paragrafi, brevi ed intensi episodi poetici dai quali emerge fortemente lo stile definito "prosa spontanea" o "prosodia bop" che hanno reso celebre lo scrittore, il quale definiva se stesso non come tale, ma piuttosto come un compositore jazz.
Il libro è inoltre la sua prima opera poetica pubblicata .